# Shpat Kasapi
Shpat Kasapi (ur. 1 maja 1985 w Tetowie w północno-zachodniej Macedonii) – albański piosenkarz muzyki pop, mieszkający w Kosowie.

## Biografia i kariera muzyczna
Szkołę podstawową ukończył w Tetowie, a szkołę średnią w tureckim kolegium „Yahya Kemal” w Skopju.
Karierę muzyczną rozpoczął we wczesnym dzieciństwie, często uczestnicząc w festiwalach muzycznych dla dzieci. W 13 roku życia został laureatem konkursu „Bletëzat 98” w Tetowie, co zapoczątkowało jego współpracę z uznanymi kompozytorami i autorami tekstów. Jego kariera zawodowa rozpoczęła się od nagród na przełomie lat 2002/03. Najpierw otrzymał pierwszą nagrodę na festiwalu „Song of Season 2002” w Tiranie, a następnie w 2003 r. nagrodę puliczności na festiwalu „Nota Fest 2003” oraz nagrodę na „AlbaFest” (oba w Skopju). W 2004 r. otrzymał tytuł „Ulubionego Pop-Idola Roku” oraz najlepszego teledysku (Albanian Video Clip). Otrzymał też nagrodę dla najlepszego wykonawcy na Top Fest, nagrodę publiczności na Festiwalu Pieśni Magicznej w Tiranie w 2005 r. oraz tytuł najlepszego piosenkarza  na Top Fest 2006. Od 2004 r. wydał 7 albumów, które cieszyły się ogromnym powodzeniem.

## Dyskografia

### Albumy
- 2004: Do të vijë një ditë (14 utworów)
- 2005: Pa ty s'jetoj (10)
  - 1. Sa e bukur je
  - 2. Luaj, luaj
  - 3. Me ke tradhtu
  - 4. Pa ty s'jetoj
  - 5. Do te fal nje rruze
  - 6. Valle Kosovare
  - 7. Vetem une te njoh
  - 8. Jam dhe kam
  - 9. Per se jetoj
  - 10. Crazy
- 2006: Axhamiu (10):
  - 1. Sa E Sa Mekate
  - 2. Kthehu Shpirt
  - 3. Largohu
  - 4. S'kemi Faj
  - 5. Nuk Mundem Pa Ty
  - 6. Fisnike
  - 7. Moj Qupe
  - 8. Malli Per Ty (Shtegtare)
  - 9. Sdua Te Jem Me Ty
  - 10. Axhamiu
- 2007: S'e pranon (9)
  - 01. S'e pranon
  - 02. Prap se prap
  - 03. Gocë Tirane
  - 04. Mos qaj për mu
  - 05. Jo mos thuaj jo
  - 06. Te un se te un
  - 07. Shpresat e fundit
  - 08. Ti prap me don
  - 09. Mos me thuaj
- 2008: Sillu pshtillu (12):
  - 1. Kush Eshte Fajtor**
  - 2. Njesoj Per Te Dy**
  - 3. Fajin E Kam Vet**
  - 4. Sillu Pshtillu**
  - 5. Sa Shum Fjal Dhe Premtime**
  - 6. Dashurom Ti**
  - 7. Nuk Jam Si Ti (Dashuria Jon Mori Fund)**
  - 8. Luj Luj Bukuroshe**
  - 9. Sonte Do Të Pi**
  - 10. Heshtja Eshte Flori**
  - 11. Ty Te Mendoj**
  - 12. Vetem Une Te Njoh**
- 2008: Best of Shpat Kasapi (18)
- 2009: Gajdegji 2009 (Live) (9)
  - 1. Kush u qu me vallxu
  - 2. Goc Tirane
  - 3. Valle kosovare
  - 4. Njesoj per te dy
  - 5. Kur e pash at vajzen te shkolla
  - 6. Nusja jon e bukur
  - 7. O sa e kam dasht nje zambak te bardh
  - 8. Bjeri gajdes gajdegji
  - 9. Tjeter kush ne zemren tande ka hy
- 2010: Medikament (9):
  - 1. Medikament
  - 2. Me jep nje pik uj
  - 3. Mekatare si gjithmon
  - 4. Ishte rastesi
  - 5. Ajo me mungon
  - 6. Depresive
  - 7. Mall
  - 8. Falje kerkon
  - 9. Vetes nuk ja fal remix

### Single
- 1. Shuje
- 2. Lila lai
- 3. Qou rexho
- 4. Blero feat. Shpat - Falma
- 5. Mad Lion feat. Shpat and Fitore- Leyla
- 6. Prane buzeva
- 7. Ujku i vjeter